# Muarabakti
Muarabakti is een bestuurslaag in het regentschap Bekasi van de provincie West-Java, Indonesië. Muarabakti telt 10.671 inwoners (volkstelling 2010).